# هالدور أسغريمسون
هالدور أسغريمسون، من مواليد 8 سبتمبر1947، هو سياسي أيسلندي، ورئيس وزراء أيسلندا سابقا من 2004 إلى 2006 وقائد الحزب التقدمي من 1994 إلى 2006.

## التعليم والحياة المبكرة
كسب هالدور درجة البكالوريوس من الكلية التعاونية في أيسلندا، وأصبح محاسباً قانونياً معتمداً في 1970. أكمل في وقت لاحق دراسات التجارة العليا في جامعتي برجن وكوبنهاغن، وعمل محاضراً في جامعة آيسلندا من 1973 إلى 1975.

## حياته السياسية
مثل الدائرة الانتخابية كعضو للألثينغ (البرلمان الأيسلندي) من 1974 إلى 1978 ومن 1979 إلى 2003, عندما انتخب ليمثل الدائرة الانتخابية الشمالية في ريكيافيك. على مر السنين، خدم في عدد كبير من الحقائب الوزارية، وهي منصب وزير الثروة السمكية والزراعة من 1983 إلى 1991, وزير العدل وحقوق الإنسان من 1988 إلى 1989, وزير التعاون بين بلدان الشمال من 1995 إلى 1987 ومن 1995 إلى 1999, ووزير الشؤون الخارجية من 1995 إلى 2004.
حصل هالدور على منصب رئيس الوزراء في 15 سبتمبر 2004، خلفا لزعيم حزب الاستقلال دافي أودسون، في حين حل دافي محل هالدور كوزير للخارجية.

### استقالته وما بعدها
وفي 5 يونيو 2006, في أعقاب النتائج السيئة في الانتخابات البلدية، أعلن هالدور استقالته من منصب رئيس الوزراء، وذكر أنه يعتزم التنحي عن منصبه كقائد للحزب التقدمي في أغسطس 2006. خلفه وزير خارجية أيسلندا, جير هلمار هآرده في 15 يونيو 2006 .
خليفة هالدور أسغريمسون كقائد للحزب التقدمي هو يون سيغوردسون, وزير الطاقة والصناعة والسياحة, والذي انتخب في مؤتمر للحزب في أغسطس 2006. في المؤتمر أنهى هالدور حياته السياسية مع خطاب وداع عاطفي وديناميكي لحزبه . استقال هالدور من عضوية البرلمان بعد المؤتمر، وهو أطول عضو خدم في البرلمان.
في 31 أكتوبر 2006, تم اختيار هالدور كأمين عام لمجلس وزراء بلدان الشمال.

## وصلات خارجية
- هالدور أسغريمسون على موقع مونزينجر (الألمانية)
- هالدور أسغريمسون على موقع إن إن دي بي (الإنجليزية)

- سيرة هالدور باللغة الإنجليزية (منذ شغله منصب عضو البرلمان) .
- المجلس الشمالي .